# Allsvenskan i handboll för damer 1986/1987
Allsvenskan i handboll för damer 1986/1987 vanns av Tyresö HF, som efter slutspel även vann svenska mästerskapet.

## Sluttabell

### Grundserien
| Nr | Lag                      | Matcher | Vinst | Oavgjort | Förlust | Målskillnad | Poäng |
| -- | ------------------------ | ------- | ----- | -------- | ------- | ----------- | ----- |
| 1  | Tyresö HF                | 18      | 16    | 0        | 2       | 433-300     | 32    |
| 2  | Stockholmspolisens IF    | 18      | 14    | 1        | 3       | 383-280     | 29    |
| 3  | Skuru IK                 | 18      | 12    | 3        | 3       | 386-318     | 27    |
| 4  | RP IF                    | 18      | 10    | 3        | 5       | 355-314     | 23    |
| 5  | Irsta HF                 | 18      | 10    | 2        | 6       | 329-295     | 22    |
| 6  | IK Heim                  | 18      | 6     | 2        | 10      | 285-320     | 14    |
| 7  | Stockholms spårvägars IF | 18      | 6     | 2        | 10      | 303-351     | 14    |
| 8  | Skellefte HB             | 18      | 4     | 1        | 13      | 314-385     | 9     |
| 9  | Dalhems IF               | 18      | 3     | 1        | 14      | 288-369     | 7     |
| 10 | HP Warta                 | 18      | 1     | 1        | 16      | 230-368     | 3     |

## SM-slutspel
Tyresö HF blev svenska mästarinnor

## Skytteligan
- Mia Hermansson, Tyresö HF - 18 matcher, 103 mål[1]

### Fotnoter
1. ↑  ”Skyttedrottningar 1984–2012”. Svenska handbollsförbundet. 24 juni 2012. Arkiverad från originalet den 21 april 2013. https://web.archive.org/web/20130421230635/http://www.svenskhandboll.se/ImageVaultFiles/id_2945/cf_31/Elit_Damer_Skyttedrottningar.PDF. Läst 29 maj 2015.